# Tomás Borda
Tomás Martín Borda Noriega (Lima, 30 de julio de 1964), conocido también por su seudónimo Dr. TV, es un médico cirujano y presentador peruano. Ganó reconocimiento por haber conducido programas educativos dedicados a la salud humana en la televisión peruana.

## Biografía

### Primeros años e inicios
Nació en Lima el 30 de julio de 1964; bajo el nombre completo de Tomás Martín Borda Noriega.
Proveniente de una familia de clase media alta, estudió la carrera de medicina en la Universidad de San Martín de Porres, siendo egresado ejerciendo la profesión. Comenzó a trabajar como médico cirujano en el Hospital María Auxiliadora en el año 1996. Más tarde, recibió una invitación de la Universidad de Chile, para participar en la escuela de posgrado bajo la especialidad 
A inicios de los años 2000, trabajó en el cuerpo médico de la Clínica Anglo Americana, incluyendo como parte del staff de cirugía general. Adicionalmente, fue doctor en la especialidad de cirugía digestiva en el Hospital José Joaquín Aguirre.

### Carrera televisiva
Borda alcanzó al estrellato en el año 2012, cuando inicia su etapa en la televisión peruana, asumiendo la conducción del talk show Dr. TV por el canal América Televisión, gracias a la intervención de la presentadora Gisela Valcárcel. Se basa en el formato original de The Dr. Oz Show, en que Borda hablaba temas relacionadas con la salud humana, además de contar como invitados a figuras del medio local. Se mantuvo por varias temporadas consecutivas hasta su renuncia en 2016, además atravesar incidentes personales como la detención policial por su estado de ebriedad y su salida con la exmodelo canadiense Gia Rogers. Además, tras el éxito de Dr. TV, le ha permitido ser nominado a los Premios Luces 2013 en la categoría «Mejor programa especializado», consagrándose como ganador. Tuvo una breve participación en el programa concurso Operación Triunfo en 2012.
Seguidamente, lanzó su primer libro Doctor en casa en 2013 bajo el formato de guía con la colaboración de la Editorial Planeta y participó en comerciales de televisión de la marca Nescafé y la compañía FamiSalud. Además, fue imagen comercial de la empresa de salud OftalmoLima.
El 10 de junio de 2015, Borda recibió un reconocimiento por parte del Ministerio de Salud del Perú, gracias a su campaña de donación de órganos como médico voluntario.
Años más tarde, retoma su faceta televisiva como presentador del programa Segunda opinión por el canal ATV en 2018 con la misma dinámica de Dr. TV. En el año 2019, ingresa a la conducción del espacio matutino Doctor en casa para la cadena Latina Televisión, compartiendo el rol junto a la exmodelo y presentadora Laura Huarcayo, hasta la cancelación del espacio en 2020. Durante la emisión, compitió en el horario contra el magacín Mujeres al mando del mismo canal.
Al poco tiempo, firma para la cadena Willax Televisión para el proyecto televisivo El doctor Borda, bajo el formato de los antecesores, manteniéndose en la conducción desde el año 2020. Seguidamente, Borda fue invitado a los programas del canal mencionado como Combutters y lanzó su canal en la plataforma YouTube bajo su nombre real, acreditando como presentador de su programa web No todo es chamba, en la que Borda realiza su vida diaria fuera de su profesión, y su podcast Dr. TB en la dicha red social.
En 2024, Borda fue convocado por el IRTP para llevar su icónico formato a TV Perú bajo el nombre de Dr. TB.

## Controversias

### Promoción de videollamadas
En el año 2019, Borda fue investigado por el Colegio Médico del Perú, debido a las promociones de videollamadas para monitorizar a los pacientes sin cumplir la Ley Marco de Telesalud. Esto ocurrió cuando promocionó el servicio médico Mapfre Doc, que en su momento generó el rechazo del Colegio Médico de Lima.

### Problema de sobrepeso
En el año 2024, Borda fue criticado debido a su problema de sobrepeso durante una emisión de su podcast Dr. TB. Según en una entrevista para Anthony Choy, afirmó que sufrió una retención de líquidos, la razón por la cual mantuvo descuidado en su salud.

## Créditos

### Televisión
| Año        | Título            | Rol                   | Emisión            |
| ---------- | ----------------- | --------------------- | ------------------ |
| 2012-2016  | Dr. TV            | Presentador           | América Televisión |
| 2012       | Operación Triunfo | Participante invitado | América Televisión |
| 2018       | Segunda opinión   | Presentador           | ATV                |
| 2019-2020  | Doctor en casa    | Presentador           | Latina Televisión  |
| 2021-2024  | El doctor Borda   | Presentador           | Willax Televisión  |
| Desde 2024 | Dr. TB            | Presentador           | TV Perú            |

### Programas web
| Año        | Título            | Rol         | Emisión                         |
| ---------- | ----------------- | ----------- | ------------------------------- |
| desde 2022 | No todo es chamba | Presentador | Tomás Borda – Oficial (YouTube) |
| desde 2023 | Dr. TB            | Presentador | Tomás Borda – Oficial (YouTube) |

## Literatura
- Doctor en casa (Planeta, 2013)

## Reconocimientos
- Reconocimiento de Honor por parte del Ministerio de Salud del Perú (2015)[16]